# Magento
A Magento egy PHP szkriptnyelvben megírt, nyílt forráskódú e-kereskedelmi platform. A szoftvert eredetileg a Varien Inc. amerikai cég fejlesztette ki önkéntesek segítségével.
A Varien 2008. március 31-én publikálta a szoftver első általánosan elérhető verzióját. Roy Rubin, a vállalat korábbi vezérigazgatója később a cég jelentős hányadát eladta az eBaynek, amely később teljesen felvásárolta, majd kiszervezte azt.
Az aheadWorks által végzett 2015. májusi piackutatás szerint a Magento piaci részesedése 29,8%  a 30 legnépszerűbb e-kereskedelmi platform között.
2015. november 17-én publikálták a Magento 2.0 verziót. Az új szoftvert már úgy tervezték meg, hogy része legyen a nagyvállalati szintű skálázhatóság, javítottak teljesítményén és változtatásokat eszközöltek a kódolásban is.
A Magento a MySQL/MariaDB relációs adatbázis-kezelő rendszert, a PHP szkriptnyelvet és a Zend Framework egyes elemeit használja. A rendszer az objektumorientált programozásra és a modell-nézet-vezérlő (MNV) szervezeti mintát alkalmazza. Ezen felül az entitás-attribútum-érték (Entity-Attribute-Value — EAV) modellt is alkalmazza az adatok tárolásához.
Több mint 250 000 kereskedő használja a Magento Commerce platformot.

## Története
A Magento fejlesztése hivatalosan 2007 elején kezdődött meg. Hét hónappal később, 2007. augusztus 31-én publikálták az első általánosan elérhető verziót.
A Varien, a Magentót fejlesztő cég korábban az osCommerce platformmal dolgozott. Eredeti szándékuk az volt, hogy ezt a szoftvert fejlesztik tovább, később döntöttek úgy, hogy a platformot újraírják Magentóként.
2011 februárjában az eBay nyilvánosságra hozta, hogy 2010-ben befektetett a Magentóba, ezzel 49%-os részesedést szerezve a cégben.
2011. június 6-án az eBay bejelentette, hogy a Magento maradékát is felvásárolja és új X.Commerce projektje alá rendeli. A Magento vezérigazgatója és alapítja, Roy Rubin a vállalat hivatalos blogján jelentette be, hogy a vállalat Los Angelesből folytatja működését az ő és Yoav Kutner irányításával.
Yoav Kutner 2012 áprilisában távozott a Magentótól, mivel úgy vélte, a vezetőségben történt változások miatt a vállalat eredeti céljaitól túlságosan eltért az irányvonal.
Az eBay és a PayPal 2015-ös szétválasztását követően a Magentót is önálló vállalatként szervezték ki, új tulajdonosa a Permire magántőkés társaság lett november 3-án.

## Áttekintés
A Magento jelenleg két különálló platformot kínál, a Magento Community Editiont és a Magento Enterprise Editiont. Két korábbi platform, a Magento Professional Edition és a Magento Go forgalmazásával mára felhagytak.

### Magento Community Edition
A Magento Community Edition egy nyílt forráskódú e-kereskedelmi platform. A szoftver e verziója számos alapvető funkcióval bír, amelyeket bárki szabadon módosíthat. A fejlesztők átírhatják a core fájlokat és más fejlesztők által készített bővítménymodulokkal terjeszthetik ki a rendszer funkcionalitását. A Community Edition alapszintű e-kereskedelmi platformként történő fejlesztése a 2007-es első publikus béta verzió megjelenése óta folyamatos.
A jelenlegi verzió, valamint a korábbi 1.X és 2.X Magento Community Edition verziók egyaránt letölthetőek a Magento Commerce hivatalos weboldalán. A 2.X verziók fejlesztése publikusan folyik a GitHubon.
A Community Edition legfrissebb hivatalosan támogatott verziói a CE 1.9.2.4 és az CE 2.0.2, melyeket 2016. január 28-án publikáltak.

### Magento Enterprise Edition
A nagyvállalati verzió alapja a Magento Community Edition, a core fájlok változatlanok. A Community Editiontől eltérően azonban ez a változat nem ingyenes, viszont kiterjedtebb funkcionalitással bír. Ezt a változatot kifejezetten nagyvállalatok számára tervezték, amelyeknek támogatásra van szükségük a telepítéshez, használathoz, konfigurációhoz és hibaelhárításhoz. Bár az Enterprise Edition használata éves díjhoz kötött, sem ez, sem a Community Edition nem tartalmaz webtárhely szolgáltatást.
A Magento csapata a felhasználókkal és külső partnerekkel közösen végzi az EE fejlesztését, a 2.X változat fejlesztését a GitHubon publikusan végzik.
Az Enterprise Edition legfrissebb hivatalosan támogatott verziói az EE 1.14.2.4 és az EE 2.0.2, melyeket 2016. január 28-án publikáltak.

## A Magento funkciói

### Sablonok
A Magento biztosít egy alap sablont, amely segítségével az e-kereskedelmi weboldal létrehozható. A sablont úgy tervezték, hogy PHP, HTML vagy CSS kódok hozzáadásával vagy módosításával az egyes oldalak könnyen testreszabhatóak legyenek. A Magento felhasználók olyan sablonokat telepíthetnek, amelyek alapvetően megváltoztatják a weboldal megjelenését vagy funkcionalitását. A sablonok anélkül változtathatóak a Magento különféle változataiban, hogy az egyes oldalak elrendezése vagy tartalma elveszne. A sablonok sablonkönyvtárak segítségével, FTP vagy SSH kapcsolaton keresztül telepíthetőek az adminisztrációs rendszer használatával.

### Modulok
A Magento fejlesztők folyamatosan készítenek olyan bővítményeket a szoftver alapverzióihoz, melyek segítségével azok funkcionalitása kiterjeszthető. A Magento felhasználók a modulokat letöltve, majd a szerverre feltöltve telepíthetik a modulokat, illetve úgy, hogy egy Extension Key-t igényelnek a Magento Connect Manager szolgáltatáson keresztül. A Magento 1.X és 2.X rendszerek felépítése alapvetően különbözik, így az 1.X verziókra fejlesztett modulok a 2.X verziókra fejlesztettekkel nem kompatibilisek.

### Integráció
A Magento felhasználói több különféle domaint integrálhatnak a kezelőfelületen, így egyszerre több webáruházat menedzselhetnek egyetlen felületről.

## Magento tanúsítványok
Jelenleg négy különféle Magento tanúsítvány érhető el. Ezek közül három a fejlesztők kompetenciafejlesztésére koncentrál a modulfejlesztésben, egy (a Certified Solution Specialist) pedig a vállalati felhasználókat célozza (konzultánsokat, elemzőket, projektmenedzsreket). A Magento Front End Developer tanúsítvány elsősorban a beépített applikációk felhasználói felületének fejlesztésére fókuszál. A Magento Developer Certification a back-end fejlesztőket célozza, akik a core modulokat fejlesztik. A Plus tanúsítvány a Magento Enterprise modulok és a teljes architektúra mélyebb megértését hivatott tesztelni.

## Fordítás
- Ez a szócikk részben vagy egészben  a   Magento című angol Wikipédia-szócikk ezen változatának fordításán alapul.  Az eredeti cikk szerkesztőit annak laptörténete sorolja fel. Ez a jelzés csupán a megfogalmazás eredetét és a szerzői jogokat jelzi, nem szolgál a cikkben szereplő információk forrásmegjelöléseként.